# Glayeule
Die Glayeule ist ein Fluss in Frankreich, der im Département Haute-Vienne in der Region Nouvelle-Aquitaine verläuft. Sie entspringt an der Gemeindegrenze von Nantiat und Touron, entwässert im Oberlauf Richtung West durch eine Menge kleiner Stauseen rund um den Étang de Conore, dreht dann in nordwestliche Richtung und mündet nach rund 21 Kilometern im Gemeindegebiet von Blond als linker Nebenfluss in den Vincou.

## Orte am Fluss
(Reihenfolge in Fließrichtung)
- Chamboret
- Vaulry
- Breuilaufa